# International Committee on Systematics of Prokaryotes
Das International Committee on Systematics of Prokaryotes (ICSP, Internationale Kommission für die  Systematik der Prokaryoten), (früher: International Committee on Systematic Bacteriology, ICSB, Internationale Kommission für Systematische Bakteriologie) ist eine Organisation innerhalb der International Union of Microbiological Societies (IUMS, Internationale Vereinigung der mikrobiologischen Gesellschaften), die die  Nomenklatur, Taxonomie der Prokaryoten und die Regeln festlegt, nach denen diese benannt werden.

## Aufgaben des ICSP
In Artikel 3 der Statuten sind unter anderem folgende Funktionen aufgeführt:
Das International Committee on Systematics of Prokaryotes soll die vielfältigen Interessen der verschiedenen mikrobiologischen Fachrichtungen im Hinblick auf die Nomenklatur der Prokaryoten repräsentieren. Es ist zuständig für den International Code of Nomenclature for Prokaryotes (ICNP) und den damit verbundenen Listen (siehe nächster Abschnitt). Es erstellt Veröffentlichungen, die für die Weiterentwicklung der Systematik der Prokaryoten als notwendig erachtet werden. Es besetzt die Judicial Commission und prüft deren Vorschläge und stimmt darüber ab. Berichte der Unterkommissionen für Taxonomie werden an das ICPS weitergeleitet und von diesem verbreitet. Weiterhin organisiert es regionale, nationale oder internationale Konferenzen zum Thema Systematik der Prokaryoten, diese können mit Sitzungen anderer wissenschaftlicher Gesellschaften zusammen abgehalten werden. Die Konferenzen können auch online stattfinden und über das Internet oder auf andere Weise verfügbar gemacht werden.

## Publikationen des ICSP
Das ICSP ist verantwortlich für die Publikation des  englisch International Code of Nomenclature of Prokaryotes (ICNP), deutsch Internationaler Code der Nomenklatur der Prokaryoten, kurz als Prokaryotischer Code, früher als englisch International Code of Nomenclature of Bacteria (ICNB), deutsch Internationaler Code der Bakteriennomenklatur (Bakteriologischer Code) bezeichnet. Dieser Code ist online frei einsehbar.  Die 2008 Revision wurde 2019 veröffentlicht, mittlerweile gilt die 2022 Revision des ICNP.
Eng verbunden mit dem Bakteriologischen Code ist eine Liste über anerkannte Bakteriennamen. Bis 1980 wurden die im IJSB veröffentlichten Taxa gesammelt und diese Liste mit klar definierten, älteren Bezeichnungen, die sich häufig auf pathogene Bakterien bezogen, ergänzt. Auf dem Bakteriologischen Code basierend wurde die Approved Lists of Bacterial Names (engl. für „anerkannte Listen der Bakteriennamen“) herausgegeben, die erste Auflage ist von 1980. Eine zweite Auflage ist 1989 erschienen und im Internet einsehbar.
Die seit 1989 veränderten oder neu hinzugefügten Bakteriennamen bzw. mittlerweile die Namen von Prokaryoten, die dem Prokaryotischen Code ICNP entsprechen, werden in regelmäßigen Abständen entweder direkt als Fachartikel oder auf den sogenannten Validation Lists („Validierungslisten“) in der Fachzeitschrift International Journal of Systematic and Evolutionary Microbiology (IJSEM, Internationale Zeitschrift für Systematische und Evolutionäre Mikrobiologie) veröffentlicht. Der frühere Name war International Journal of Systematic Bacteriology (IJSB, Internationale Zeitschrift für Systematische Bakteriologie). Die Zeitschrift wird vom ICSP und der BAM-Abteilung (Bakteriologie und Angewandte Mikrobiologie) der IUMS (International Union of Microbiological Societies) herausgegeben, sie dient auch der Verbreitung von Mitteilungen des ICSP und seiner Kommissionen.

## Zusammensetzung des ICSP
Diese Kommission besteht aus einem Vorstand (Executive Board), einem Beschlussfassungsausschuss (Judicial Commission) und Mitgliedern, die von den Mitgliedsgesellschaften der IUMS gewählt wurden. In einer Reihe von Unterkommissionen sind Spezialisten für die Nomenklatur und Taxonomie spezifischer Prokaryotengruppen tätig.

### Unterkommissionen
Zurzeit (2024) existieren Unterkommissionen (Subcommittees on Taxonomy) des ICSP für folgende Prokaryotengruppen:
- Aerobic Bacteroidota (früher Flavobacterium- und Cytophaga-ähnliche Bakterien)
- Aeromonadaceae, Vibrionaceae und verwandte Organismen
- Ordnung der Bacillales
- Bifidobacterium, Lactobacillus und verwandte Organismen
- Campylobacter und verwandte Organismen
- Chlamydiae
- Gram-negative Anaerobic Rods (Gramnegative anaerobe Stäbchenbakterien)
- Halobacteria (früher Halobacteriaceae)
- Halomonadaceae
- Leptospiraceae
- Methanogenic Archaea (Methanogene Archaeen)
- Micrococcinaceae Suborder (Unterordnung, allerdings nicht in der LPSN zu finden)[9]
- Mollicutes
- Myxobacteria
- Pasteurellaceae
- Phototrophic Bacteria (Phototrophe Bakterien)
- Pseudonocardineae (nach LPSN Unterordnung Pseudonocardiineae)[10]
- Rhizobia und Agrobacteria

Nicht mehr aktiv sind diese 15 früheren Unterkommissionen (Stand 2018), die aufgelöst wurden: Brucella; Burkholderia, Ralstonia und verwandte Organismen; Clostridien und Clostridium-ähnliche Organismen, Comamonadaceae und verwandte Organismen; Enterobacteriaceae; Listeria, Brochothrix und Erysipelothrix; Micromonosporaceae, Streptosporangiaceae und Thermomonosporaceae; Moraxella und verwandte Bakterien; Mycobacteria; Neisseriaceae; Nocardia und verwandte Organismen; Pseudomonas, Xanthomonas und Stenotrophomonas; Suborder Pseudonocardineae; Staphylokokken und Streptokokken; Streptomycetaceae.

### Judicial Commission
Die englisch Judicial Commission of the International Committee on Systematics of Prokaryotes, deutsch „Beschlussfassungsausschuss der Internationalen Kommission für die Systematik der Prokaryoten“ ist die Stelle, die die Regeln für die Nomenklatur der Prokaryoten (Prokaryotischer Code, siehe Abschnitt Publikationen des ICSP) auslegen und bewerten kann. Nach den Statuten des ICSB prüft sie Vorschläge zur Verbesserung des Bakteriologischen Codes (mittlerweile Prokaryotischer Code oder ICNP) und leitet Empfehlungen an den ICSP weiter und führt Listen mit den abgelehnten oder erhaltenen Namen. Sie erhält Vorschläge zur Etablierung von Minimalstandards zur Beschreibung von Taxa und legt daraus abgeleitete Empfehlungen dem ICSP zur Genehmigung vor. Eine weitere wichtige Aufgabe ist die Bearbeitung der „Bitte um Stellungnahme“ (Request for an Opinion), die aus Fachkreisen gestellt wird, um die korrekte Nomenklatur eines bestimmten Taxons offiziell überprüfen zu lassen. Die Vorgehensweise ist im Artikel International Code of Nomenclature of Prokaryotes näher beschrieben.
In den überarbeiteten Statuten des ICSP von 2019 wird klargestellt, dass die Judicial Commission eine Tochtergesellschaft des ICSP ist und die Vorgehensweise beim Request for an Opinion wird detailliert dargestellt. Außerdem wird dem ICSP die Möglichkeit gegeben, in dieser Sache tätig zu werden, wenn es keine Entscheidung durch die Judicial Commission gibt. Wenn es Vorschläge zur Verbesserung des ICNP gibt, ist seit 2020 das Editorial Board of the ICNP (Redaktion des ICNP) und nicht mehr die Judicial Commission dafür zuständig.